# Atlantis Chaos
Atlantis Chaos é uma região de terreno caótico nos quadrângulos de Amazonis e Phaethontis, em Marte. Essa região se localiza a 34.7° latitude sul e 177.6° longitude oeste. A região possui um diâmetro de 162 km, e recebeu o nome de uma formação de albedo a 30° N, 173° W.